# Jacquelyn Jablonski
Jacquelyn Jablonski (New Jersey, 4 aprile 1991) è una modella statunitense.
Nonostante abbiano lo stesso cognome, Jacquelyn non è parente della modella francese Constance Jablonski.

## Carriera
Jacquelyn Jablonski inizia la propria carriera nel 2007 grazie ad un contratto con l'agenzia di moda Ford Models ed a settembre debutta sulle passerelle di Brian Reyes a New York. A gennaio 2008 è finalista del concorso di bellezza Ford Supermodel of the World, e nello stesso anno il sito models.com la nomina come modella del mese.
In seguito la modella lavorerà con vari stilisti come Emanuel Ungaro, Thakoon, Gucci, Prada, Balenciaga, Lanvin e Yves Saint Laurent ed è stata testimonial per le campagne pubblicitarie di Calvin Klein Jeans, Céline, D&G, Gap, Sportmax Code e Stefanel. Jacquelyn Jablonski è comparsa sulle copertine di Russh (Australia), Cover (Danimarca), French Revue de Modes (Francia) e Ginza (Giappone). Sfila per Victoria's Secret nel 2012 per la linea PINK e nel 2013, 2014 e 2015.

## Agenzie
- Ford Models
- Supreme Management
- Elite Model Management - Milano, Parigi, Londra